# Need for Speed: No Limits
Need for Speed: No Limits é um videojogo de 2015 para iOS e Android, parte da série Need for Speed, desenvolvido pela Firemonkeys Studios e publicado pela Electronic Arts.
É o quinto titulo da série criado exclusivamente para aparelhos móveis, assim como os anteriores que eram apenas adaptações dos vários jogos Need for Speed. No Limits foi oficialmente patrocinado pelo piloto de corridas profissional Ken Block, que também participa no video oficial do jogo.
Need for Speed: No Limits teve um lançamento limitado (soft launch) na Holanda e em Taiwan.